# Anders Marino
Anders August Marino, född 21 mars 1859 i Karaby socken, Skaraborgs län, död 28 april 1937 i Göteborg, var en svensk tidningsman och präst. 
Marino, som var son till soldaten Josef Marino och Charlotta Sköld, var medarbetare i Göteborgs-Posten 1883–1892, redaktör och utgivare av Borås Tidning och av Westgöten 1893–1898, egendomsägare 1899–1901, utgivare av Västergötlands Dagblad och Västergötlands Annonsblad 1901–1904, redaktör och utgivare av Smålands Allehanda 1904–1906, redaktionssekreterare i Sydsvenska Dagbladet Snällposten 1907–1908, redaktör och utgivare av Skånes Nyheter januari–april 1908, redaktör för och utgivare av Helsingborgs Dagblad 1908–1909 och politisk medarbetare i Göteborgs Morgonpost från 1909.
Efter enskilda studier befriades Marino från akademiska examina och prästvigdes 1915. Han var tillförordnad komminister i Flo församling 1915–1918, blev komminister i Varola församling 1920, kyrkoherde i Nårunga församling 1922 och emeritus 1931.